# Pseudopsyche dembowskii
Pseudopsyche dembowskii är en fjärilsart som beskrevs av Charles Oberthür 1879. Pseudopsyche dembowskii ingår i släktet Pseudopsyche och familjen snigelspinnare. Inga underarter finns listade i Catalogue of Life.